# Jobaro
Jorge o Jordi Badía Romero (Barcelona, 11 de noviembre de 1938 - 23 de febrero de 1984) fue un dibujante de historietas español, hermano del también dibujante Enrique Badía Romero con quien formó equipo en ocasiones como Hnos. Badía. Su seudónimo más conocido fue Jobaro, aunque también usó otras firmas como Jorge B. Gálvez.

## Biografía
Con su hermano, colaboró en la revista Alex (Símbolo, 1955) y la serie Kit Carson (Cliper, 1958), así como en varias colecciones de cromos.
Posteriormente destina su producción al extranjero, a través de agencias como Selecciones Ilustradas de Josep Toutain: Historietas románticas para Fleetway y de terror para Warren Publishing, The Super Cats para D.C. Thomson, Tarzán, etc.

## Obra
| Años | Título              | Junto a                                                  | Tipo   | Publicación      |
| ---- | ------------------- | -------------------------------------------------------- | ------ | ---------------- |
| 1953 | Cobalto             |                                                          | Serial | Símbolo          |
| 1955 | Héroes Bíblicos     | Lasting Grumble como guionista                           | Serial | Cid              |
| 1956 | Trovador            |                                                          | Serial | Gráficas Soriano |
| 1958 | Bill Fury           | Como coguionista con Romero y con imágenes de Luis Ramos | Serial | Gestión          |
| 1958 | Dos Corazones       |                                                          | Serial | Indedi           |
| 1958 | Joya                | Romero                                                   | Serial | Casulleras       |
| 1959 | Claro de Luna       |                                                          | Serial | Ibero Mundial    |
| 1959 | Tres Hadas Gigantes |                                                          | Serial | Indedi           |
| 1959 | Operación Secuestro |                                                          |        | Marco            |
| 1959 | Cheyenne            | Romero                                                   | Serial | Marco            |
| 1962 | Brigada Secreta     |                                                          | Serial | Toray            |
| 1965 | Espionaje           |                                                          | Serial | Toray            |
| 1967 | Robot 76            |                                                          | Serial | Toray            |
| 1968 | Aventuras           |                                                          | Toray  |                  |